# Melampsora rostrupii
Melampsora rostrupii is een schimmel behorend tot de familie Melampsoraceae. Het is een roest die behoort tot het complex Melampsora populnea. Het komt voor op bosbingelkruid en populier (P. alba, P. tremula, P. × canescens).
Sommige bronnen beschouwen deze soort nomen nudum met Melampsora aecidioides, maar door zijn specifieke eigenschappen op aecia wordt deze als apart beschouwt.

## Kenmerken
Spermagonia
Spermagonia zijn geel of geel bruin en meten 200 × 90 μm.
Aecia
Aecia groeien aan de onderkant van het blad en zijn 1 tot 1,5 mm in diameter. De structuur is poederig. Aeciosporen zijn bolvormig, hoekig-globoïd, ellipsoïde of ovaal. Ze zijn licht wrattig en meten 13–24 × 11–17 μm.
Uredinia
Uredinia groeit aan de onderkant van het blad en maakt vlekken aan de onder- en bovenzijde. Ze zijn kussenvormig, geel en hebben een diameter van 1 mm. Verspreid in het uredinium staan parafysen met een smalle steel die vrij langzaam overgaat een knotsvormige top met een gelijkmatig, sterk, verdikte sporenwand. De parafysen meten  46–55 × 15–23 μm en de wand heeft een dikte van 3–6 μm. De urediniosporen zijn ellipsvormig en stekelig en meten 18–25 × 14–18 μm. De sporenwand is 2,5 tot 3 μm dik. 
Telia
Telia komen meestal voor in groepen en meten 0,5 mm tot 1 mm in diameter. Ze groeien aan de onderkant van het blad en zijn donkerbruin en subepidermaal. De teliosporen zijn prismatisch, rond aan de top en meten 40–52 × 7–11 μm met een sporenwand van 1 tot 1,5 μm dik.

## Verspreiding
Melampsora rostrupii komt voor in Europa en Rusland.

## Waardplanten
Melampsora rostrupii komt voor op:
- Mercurialis ovata
- Mercurialis perennis (Bosbingelkruid)
- Populus alba (Witte abeel)
- Populus × canescens (Grauwe abeel)
- Populus tremula (Ratelpopulier)